# 冨士山小御嶽神社
冨士山小御嶽神社（ふじさんこみたけじんじゃ）は山梨県富士吉田市にある神社。富士山の吉田ルート五合目に位置する。
冨士山大社小御嶽神社（ふじさんたいしゃこみたけじんじゃ）とも呼ばれる。

## 概要
朱雀天皇承平7年（937年）7月17日、古富士と共に度重なる噴火で現在の富士山の土台となった小御岳山の山頂に創建、その後花園天皇康正2年（1485年 ）に社殿が造営された。明治7年（1874年）11月には、失火によって社殿を初めとする建造物を焼失し、その後明治9年（1876年）7月17日に再建、昭和50年（1975年）6月17日には信仰者の寄進により神明社殿が竣成。
富士山小御嶽石尊大権現、富士山中宮、富士天狗宮とも称され、富士登山者の守護神であることから、古くからお中道巡り、富士山頂へ至る行程の拠点として富士行者が参籠している。